# Jonathan Zebina
Jonathan Zebina (Parigi, 19 luglio 1978) è un ex calciatore francese, di ruolo difensore.

## Carriera

### Club

#### Inizi
L'esordio nel calcio professionistico avviene l'8 marzo 1997 quando entra in campo nella partita casalinga del Cannes, la squadra in cui milita, contro il Metz, gara valida per il campionato francese professionistico di Ligue 1, conclusasi sul punteggio di 0-0. La stagione 1996-1997 si conclude per lui con 6 presenze in campionato, in cui inizia a mettersi in luce. L'anno successivo il miglioramento è marcato e le sue presenze in campionato si moltiplicano, alla fine del torneo sono 21.

#### Cagliari e Roma

Zebina (accosciato, secondo da sinistra) nella Roma 2001-2002

Durante il calciomercato estivo del 1998 viene prelevato casualmente dal Cagliari per 800 milioni di lire. Infatti, l’allenatore di allora Gian Piero Ventura ed il presidente Cellino, si erano recati in Francia  per visionare un altro giocatore del Cannes. In Sardegna disputa le successive due stagioni dal 1998 al 2000, con un totale di 48 presenze. In estate avviene il suo trasferimento alla Roma dell'allenatore Fabio Capello. Nella prima stagione in giallorosso totalizza 22 presenze, vince lo scudetto e la Supercoppa italiana del 2001.
Dal 2001 al 2004 disputa altre 66 partite in Serie A, 10 in Coppa UEFA, 18 in Champions League e, proprio nella sua ultima stagione nella capitale, mette a segno il suo primo gol ufficiale in massima serie italiana, nella partita contro la sua futura squadra, la Juventus. A fine stagione, infatti, scade il suo contratto con la Roma e la società bianconera lo acquista a parametro zero, con un contratto fino a luglio 2009.

#### Juventus
Alla prima stagione, 2004-2005, colleziona 24 presenze in Serie A e 6 in Champions League, e i bianconeri conquistano lo scudetto – poi revocato l'anno dopo in seguito ai fatti di Calciopoli. Nella stagione successiva, 2005-2006, continua a giocare per i colori della Juventus, dove il rapporto con la dirigenza non è dei migliori a causa della sua richiesta, giudicata sproporzionata dalla società, del raddoppio dell'ingaggio. Alla fine dell'annata, anche se con poche presenze, contribuisce alla conquista del titolo nazionale da parte della Juventus, poi declassata in ultima posizione dalla giustizia sportiva. Nell'estate dello stesso anno viene operato a causa di un'ernia inguinale e, decide di rimanere in bianconero anche in Serie B.
Nella stagione 2006-2007 si ripropongono i problemi con la dirigenza e, nonostante abbia affermato di essere stato costretto a rimanere a Torino, decide di rimanere e rispettare il contratto, superando anche le critiche dei tifosi. Disputa quindi un campionato che gli vale la riconferma per la stagione successiva e l'allungamento del contratto fino al 2011.
Nella nuova stagione in Serie A conferma il carattere bizzoso, colpendo con una manata un addetto allo Stadio durante la gara contro il Cagliari che gli costa una squalifica di quattro turni e 15.000 euro di multa. A causa di problemi con l'allenatore Ranieri e l'ennesimo infortunio patito a gennaio, disputa solo 16 gare in campionato. Nella stagione 2008-2009 la prima partita giocata è stato il derby, vinto dalla Juventus, dal momento che prima non aveva disputato ancora nessuna gara in quanto infortunato da agosto al tendine d'achille sinistro. Nella stagione 2009-2010 ha segnato il suo secondo gol in carriera e il primo (e unico) con la maglia della Juventus, l'11 marzo, contro il Fulham in Europa League. Il 31 agosto 2010 rescinde il contratto con la Juventus.

#### Brescia, Brest, Tolosa e Arles-Avignon
Il pomeriggio del 31 agosto 2010 firma un biennale con il Brescia debuttandovi un mese e mezzo dopo, il 17 ottobre 2010 nella gara interna contro l'Udinese L'8 luglio 2011 decide di rescindere il contratto che lo legava al club bresciano. Il 29 luglio 2011 la squadra francese del Brest ufficializza l'ingaggio del difensore facendogli firmare un contratto annuale con opzione sulla stagione successiva. Il 22 maggio 2012 la dirigenza comunica che il giocatore non rinnoverà il contratto in scadenza il 30 giugno.
Il 20 giugno 2012 accetta il biennale proposto dal Tolosa, con decorrenza 1º luglio.  Il 6 ottobre 2014 l'Arles-Avignon, squadra di Ligue 2 francese, ne annuncia l'ingaggio.

### Nazionale
L'esordio nella nazionale francese (e anche unica sua partita in nazionale) avviene il 9 febbraio 2005 in una gara amichevole contro la Svezia.
Nato come terzino, preferibilmente a destra, col tempo si è adattato a giocare come difensore centrale, ruolo che ha ricoperto per la maggior parte della sua carriera. Efficace nelle chiusure e aggressivo in marcatura, risultava essere anche molto veloce e dotato di una buona tecnica individuale e questo gli permetteva di uscire bene palla al piede e di impostare l'azione, tuttavia queste ultime caratteristiche si sono rivelate essere un'arma a doppio taglio e lo portavano a commettere molti errori, ribattezzati poi, negli anni di Roma e Juventus Zebinate.

## Statistiche

### Presenze e reti nei club
| Stagione        | Squadra         | Campionato      | Campionato | Campionato | Coppe nazionali | Coppe nazionali | Coppe nazionali | Coppe continentali | Coppe continentali | Coppe continentali | Altre coppe | Altre coppe | Altre coppe | Totale | Totale |
| Stagione        | Squadra         | Comp            | Pres       | Reti       | Comp            | Pres            | Reti            | Comp               | Pres               | Reti               | Comp        | Pres        | Reti        | Pres   | Reti   |
| --------------- | --------------- | --------------- | ---------- | ---------- | --------------- | --------------- | --------------- | ------------------ | ------------------ | ------------------ | ----------- | ----------- | ----------- | ------ | ------ |
| 1996-1997       | Cannes          | D1              | 6          | 0          | CdF+CdL         | 1               | 0               | -                  | -                  | -                  | -           | -           | -           | 7      | 0      |
| 1997-1998       | Cannes          | D1              | 21         | 0          | CdF+CdL         | 4               | 0               | -                  | -                  | -                  | -           | -           | -           | 25     | 0      |
| Totale Cannes   | Totale Cannes   | Totale Cannes   | 27         | 0          |                 | 5               | 0               |                    | -                  | -                  |             | -           | -           | 32     | 0      |
| 1998-1999       | Cagliari        | A               | 22         | 0          | CI              | 4               | 0               | -                  | -                  | -                  | -           | -           | -           | 26     | 0      |
| 1999-2000       | Cagliari        | A               | 26         | 0          | CI              | 6               | 0               | -                  | -                  | -                  | -           | -           | -           | 32     | 0      |
| Totale Cagliari | Totale Cagliari | Totale Cagliari | 48         | 0          |                 | 10              | 0               |                    | -                  | -                  |             | -           | -           | 58     | 0      |
| 2000-2001       | Roma            | A               | 22         | 0          | CI              | 0               | 0               | CU                 | 4                  | 0                  | -           | -           | -           | 26     | 0      |
| 2001-2002       | Roma            | A               | 24         | 0          | CI              | 2               | 0               | UCL                | 10                 | 0                  | SI          | 1           | 0           | 37     | 0      |
| 2002-2003       | Roma            | A               | 19         | 0          | CI              | 4               | 0               | UCL                | 8                  | 0                  | -           | -           | -           | 31     | 0      |
| 2003-2004       | Roma            | A               | 23         | 1          | CI              | 2               | 0               | CU                 | 7                  | 0                  | -           | -           | -           | 32     | 1      |
| Totale Roma     | Totale Roma     | Totale Roma     | 88         | 1          |                 | 8               | 0               |                    | 29                 | 0                  |             | 1           | 0           | 126    | 1      |
| 2004-2005       | Juventus        | A               | 24         | 0          | CI              | 1               | 0               | UCL                | 6                  | 0                  | -           | -           | -           | 31     | 0      |
| 2005-2006       | Juventus        | A               | 10         | 0          | CI              | 2               | 0               | UCL                | 2                  | 0                  | SI          | 1           | 0           | 15     | 0      |
| 2006-2007       | Juventus        | B               | 24         | 0          | CI              | 0               | 0               | -                  | -                  | -                  | -           | -           | -           | 24     | 0      |
| 2007-2008       | Juventus        | A               | 16         | 0          | CI              | 1               | 0               | -                  | -                  | -                  | -           | -           | -           | 17     | 0      |
| 2008-2009       | Juventus        | A               | 8          | 0          | CI              | 0               | 0               | UCL                | 0                  | 0                  | -           | -           | -           | 8      | 0      |
| 2009-2010       | Juventus        | A               | 16         | 0          | CI              | 1               | 0               | UCL+UEL            | 2+3                | 0+1                | -           | -           | -           | 22     | 1      |
| Totale Juventus | Totale Juventus | Totale Juventus | 98         | 0          |                 | 5               | 0               |                    | 13                 | 1                  |             | 1           | 0           | 117    | 1      |
| 2010-2011       | Brescia         | A               | 28         | 0          | CI              | 0               | 0               | -                  | -                  | -                  | -           | -           | -           | 28     | 0      |
| 2011-2012       | Brest           | L1              | 28         | 0          | CdF+Cdl         | 0+1             | 0               |                    | -                  | -                  |             | -           | -           | 29     | 0      |
| 2012-2013       | Tolosa          | L1              | 17         | 0          | CdF+Cdl         | 1+0             | 0               |                    | -                  | -                  |             | -           | -           | 18     | 0      |
| 2013-2014       | Tolosa          | L1              | 20         | 0          | CdF+Cdl         | 2+1             | 0               |                    | -                  | -                  |             | -           | -           | 23     | 0      |
| Totale Tolosa   | Totale Tolosa   | Totale Tolosa   | 37         | 0          |                 | 4               | 0               |                    | -                  | -                  |             | -           | -           | 41     | 0      |
| 2014-2015       | Arles-Avignon   | L2              | 6          | 0          | CdF+Cdl         | 0+1             | 0               |                    | -                  | -                  |             | -           | -           | 7      | 0      |
| Totale          | Totale          | Totale          | 354        | 1          |                 | 34              | 0               |                    | 42                 | 1                  |             | 2           | 0           | 432    | 2      |

### Cronologia presenze e reti in Nazionale
| Cronologia completa delle presenze e delle reti in nazionale ― Francia | Cronologia completa delle presenze e delle reti in nazionale ― Francia | Cronologia completa delle presenze e delle reti in nazionale ― Francia | Cronologia completa delle presenze e delle reti in nazionale ― Francia | Cronologia completa delle presenze e delle reti in nazionale ― Francia | Cronologia completa delle presenze e delle reti in nazionale ― Francia | Cronologia completa delle presenze e delle reti in nazionale ― Francia | Cronologia completa delle presenze e delle reti in nazionale ― Francia |
| Data                                                                   | Città                                                                  | In casa                                                                | Risultato                                                              | Ospiti                                                                 | Competizione                                                           | Reti                                                                   | Note                                                                   |
| ---------------------------------------------------------------------- | ---------------------------------------------------------------------- | ---------------------------------------------------------------------- | ---------------------------------------------------------------------- | ---------------------------------------------------------------------- | ---------------------------------------------------------------------- | ---------------------------------------------------------------------- | ---------------------------------------------------------------------- |
| 9-2-2005                                                               | Saint-Denis                                                            | Francia                                                                | 1 – 1                                                                  | Svezia                                                                 | Amichevole                                                             | -                                                                      | 68’                                                                    |
| Totale                                                                 |                                                                        | Presenze                                                               | 1                                                                      |                                                                        | Reti                                                                   | 0                                                                      |                                                                        |

## Palmarès

### Club

#### Competizioni nazionali
- Campionato italiano: 1

Roma: 2000-2001
- Supercoppa italiana: 1

Roma: 2001
- Campionato italiano: 1 (revocato)

Juventus: 2004-2005
- Campionato italiano di Serie B: 1

Juventus: 2006-2007